# بریتیش آورسیز ایرویز

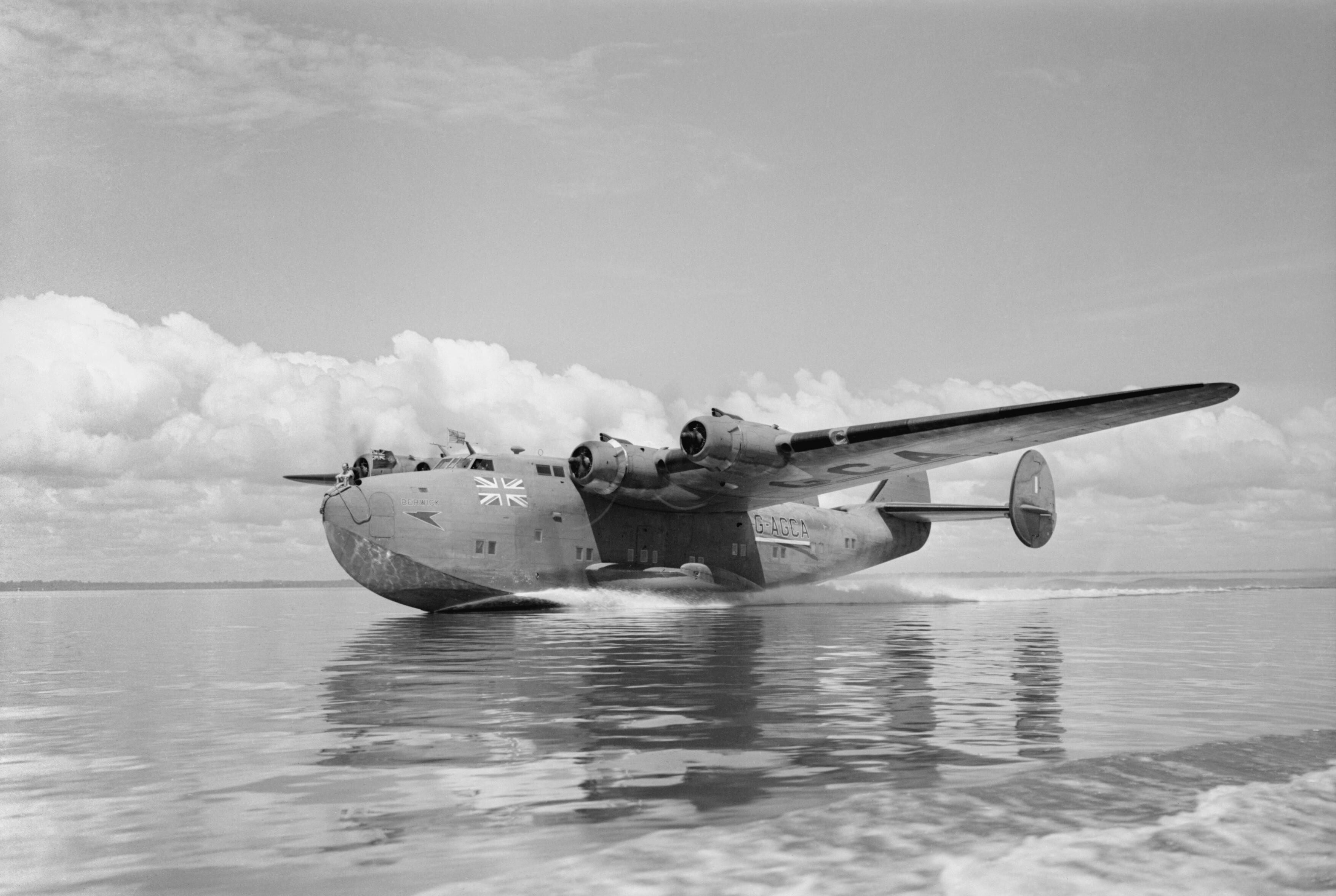
یک بوئینگ ۳۱۴ کلیپر متعلق به بریتیش آورسیز ایرویز که در لاگوس لاگون فرود آمده، ۱۹۴۳

شرکت سهامی بریتیش آورسیز ایرویز (به انگلیسی: British Overseas Airways Corporation) (مخفف انگلیسی: BOAC) هواپیمایی دولتی بریتانیا بود که در سال ۱۹۳۹ با ادغام شرکت‌های ایمپریال ایرویز و بریتیش ایرویز ال‌تی‌دی تأسیس شد. این شرکت خدمات خارج از بریتانیا را در طول جنگ جهانی دوم ادامه انجام می‌داد. پس از تصویب قانون حمل و نقل هوایی سال در سال ۱۹۴۶، خدمات اروپایی و آمریکای جنوبی به دو شرکت هواپیمایی دولتی، بریتیش یوروپین ایرویز (BEA) و بریتیش ایرویز ساوث امریکن (BSAA) واگذار شد. بی‌اوای‌سی در سال ۱۹۴۹ بی‌اس‌ای‌ای را جذب کرد، اما بی‌ای‌اِی همچنان در مسیرهای داخلی و اروپایی در طول قرن بیستم به کار خود ادامه داد. در ۱۹۷۱ قانونی در مجلس به تصویب رسید که طی آن بی‌اوای‌سی و بی‌ای‌اِی با هم ادغام شدند و در ۳۱ مارس ۱۹۷۴ شرکت امورزی بریتیش ایرویز تشکیل شد.

## مقاصد
این شرکت به اکثر نقاط جهان در زمان خود پرواز داشته‌است که از آن جمله می‌توان به فرودگاه بین‌المللی آبادان، فرودگاه نیویورک، فرودگاه آمستردام، فرودگاه دوسلدورف و … اشاره کرد.